# Alexa (biljni rod)
Alexa, rod mahunarki smješten u podtribus Angylocalycinae, dio klade ADA, dio potporodice Faboideae. Pripada mu nekoliko vrsta južnoameričkog drveća u kišnim šumama Amazone (Venezuela, Gvajana, Surinam, Francuska Gijana i Brazil.

## Vrste
1. Alexa bauhiniiflora Ducke
2. Alexa canaracunensis Pittier
3. Alexa confusa Pittier
4. Alexa cowanii Yakovlev
5. Alexa grandiflora Ducke
6. Alexa herminiana N.Ramírez
7. Alexa imperatricis (R.H.Schomb.) Baill.
8. Alexa leiopetala Sandwith
9. Alexa surinamensis Yakovlev
10. Alexa wachenheimii Benoist